# Acyphoderes cracentis
Acyphoderes cracentis är en skalbaggsart som beskrevs av Chemsak och Noguera 1997. Acyphoderes cracentis ingår i släktet Acyphoderes och familjen långhorningar. Inga underarter finns listade i Catalogue of Life.